# Arigler
Arigler je priimek v Sloveniji, ki ga je po podatkih Statističnega urada Republike Slovenije na dan 1. januarja 2010 uporabljalo manj kot 5 oseb. 

## Znani nosilci priimka
- Adolf Arigler (1921–1999), partizan prvoborec